# Гринкасл (Мисури)
Гринкасл (енгл. Greencastle) град је у америчкој савезној држави Мисури.

## Демографија
По попису из 2010. године број становника је 275, што је 33 (-10,7%) становника мање него 2000. године.
| Група             | 2000.       | 2010.       |
| Белци             | 307 (99,7%) | 270 (98,2%) |
| Афроамериканци    | 0 (0,0%)    | 0 (0,0%)    |
| Азијати           | 0 (0,0%)    | 0 (0,0%)    |
| Хиспаноамериканци | 0 (0,0%)    | 4 (1,5%)    |
| Укупно            | 308         | 275         |